# Urabialność mieszanki betonowej
Urabialność mieszanki betonowej – zdolność do łatwego i dokładnego wypełniania form, przy jednoczesnym zachowaniu jednorodności oraz szczelności w układaniu się mieszanki betonowej. Jest to jedna z najważniejszych cech świeżego betonu, ponieważ ma wpływ na jakość stwardniałych kompozytów oraz wytworzonych z nich produktów.
Na urabialność mieszanki betonowej wpływa:
- zawartość wody i związana z nią konsystencja,
- ilość zaprawy,
- kształt i tekstura ziaren kruszywa drobnego i grubego,
- zawartość cementu i innych składników o wielkości ziaren ≤ 0,125 mm,
- stosunek wody do cementu (w/c),
- stosunek ilości kruszywa do cementu,
- zawartość domieszek i dodatków.

Urabialność wzrasta wraz z obniżeniem tarcia wewnętrznego masy betonowej, które zależy od ilości wody. Nie należy zmieniać urabialności poprzez zwiększenie tylko zawartości wody. Zmieni się niekorzystnie stosunek w/c, co obniży wytrzymałość betonu.
Badanie urabialności nie jest ściśle określone, jej pomiar bezpośredni jest praktycznie niemożliwy.
Można ją określić na podstawie:
- długości czasu zagęszczania,
- gładkości otrzymanej powierzchni,
- dokładności otulenia zbrojenia,
- pomiaru pracy włożonej przy zagęszczeniu mieszanki do odpowiedniego stopnia[1].